# 明石則實
明石則實（?—1595年），日本戰國時代至安土桃山時代的武將、大名。父親是明石貞行。別名元知、則春、全豐。

## 生平
生年不詳。在織田氏家臣羽柴秀吉進入播磨國並成為姬路城城主時，與從兄弟黑田孝高一同從屬於秀吉。
天正11年（1583年）4月，參與賤岳之戰。天正13年（1585年）3月，在紀州征伐中，於進攻紀伊國太田城時立下功績，被賜予1萬石。天正13年（1585年），參與四國征伐，戰後，被賜予但馬國豐岡城2萬2千石，敘任左近將監。天正15年（1587年），在九州平定中，率領8百士兵。翌年（1588年），在聚樂第行幸中，向成為關白的豐臣秀吉供奉牛車。天正18年（1590年），在小田原征伐中，以秀吉馬廻的身份從軍。
文祿元年（1592年），在文祿之役中，率8百士兵渡海前往朝鮮，負責防衛從大邱、釜山等前往漢城的慶尚道內的要路等。不過在此後，因為豐臣秀次事件而遭到連坐，被命令切腹。

## 外部連絡
- 武家家伝＿明石氏 （页面存档备份，存于）